# Cambio climático en China

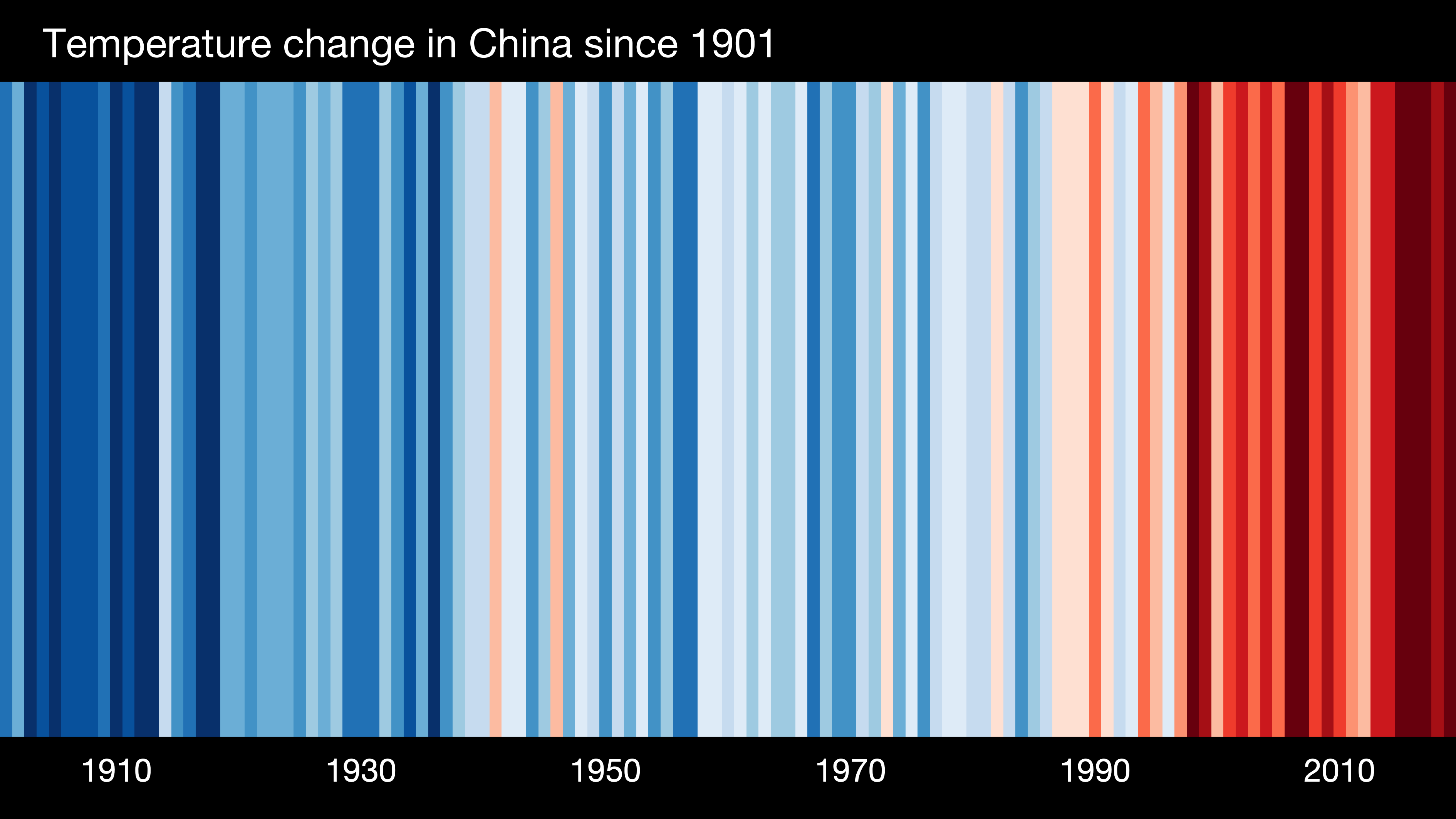
Estas son las franjas de calentamiento de toda China entre 1901-2019.

El cambio climático en China esta teniendo efectos importantes en la economía, en la sociedad y en el entorno. China es la fuente más grande  de emisiones de dióxido de carbono, a través de una infraestructura de energía fuertemente centrada en combustibles fósiles y carbón. También, otras industrias, como una floreciente industria de la construcción y la fabricación industrial contribuyen fuertemente con emisiones de carbono. Aun así, como otros países en desarrollo, en una base per cápita, las emisiones de carbono de China eran considerablemente menores que países como los Estados Unidos: en 2016,  ocupaban el puesto 51 en emisores mas per cápita.
China está sufriendo los efectos negativos de calentamiento global en agricultura, silvicultura y recursos de agua, y está esperado que continúen viéndose el aumento de los impactos. El gobierno de China está tomando algunas medidas para aumentar la energía renovable, y otros esfuerzos de descarbonizacion, jurando ser neutral al carbono para 2060 por adoptar “políticas más vigorosas y medidas.”
 

## Emisiones de gases de efecto invernadero
Las emisiones de gases de efecto invernadero de China son las más cuantiosas de todos los países en el mundo en términos de producción y consumo, y provienen principalmente de la generación de electricidad a base de carbón y la minería.
Cuando se miden las emisiones provenientes de la producción, China emitió más de 12 gigatoneladas (Gt) CO2 de gases de efecto invernadero en 2014, casi el 30% del total mundial. Esto corresponde a más de 7 toneladas CO2eq emitidas por persona cada año ligeramente por encima del promedio mundial y del promedio de EU pero menos de la mitad del segundo mayor emisor de gases de efecto invernadero, los Estados Unidos, con sus 16 toneladas. En términos de consumo, China emite ligeramente menos, con más de 6 toneladas en 2016, ligeramente encima del promedio mundial, pero menos del promedio de EU (cerca de 8 toneladas) y menos que el de Estados Unidos por más de la mitad, con cerca de 18 toneladas por persona. 2020 GhG han sido estimada en 14.4 Gt.

## Impactos en el entorno natural
China tiene y padecerá algunos de los efectos del calentamiento global, incluyendo aumento de nivel del mar, retroceso de glaciares y contaminación de aire.

### Temperatura y cambios del clima
También ha habido un incremento de ocurrencia de desastres relacionados con el clima como sequía e inundación, y la amplitud está creciendo. Estos acontecimientos tienen consecuencias graves para la productividad cuando  ocurren, y también crean serias repercusiones para el entorno natural e infraestructura. Esto amenaza las vidas de miles de millones y agrava la pobreza.
Un estudio publicado en 2017, utilizando informes de clima severo, continuos y coherentes de más de 500 estaciones tripuladas de 1961 a 2010, encontró una tendencia de decrecimiento significativa en ocurrencia de clima severo en China, con el número total de días de clima severo que tienen ya sea tormenta eléctrica, granizo y/o  vientos dañinos que disminuyeron alrededor del 50% de 1961 a 2010. La reducción en ocurrencias de clima severo son correlativas fuertemente con el debilitamiento del monzón de verano de Asia Oriental.
China observó un aumento de la temperatura media del suelo de 0.24 °C/década de 1951 a 2017, superando el índice global. La precipitación media de China era 641.3  mm en 2017, 1.8% más que la precipitación media de años anteriores. Hubo un aumento anual en concentraciones de dióxido de carbono de 1990 a 2016. La concentración media anual de dióxido de carbono atmosférico,  metano, y óxido de nitrógeno en la estación de Wanliguan era 404.4 ppm , 1907 ppb, y 329.7 ppb por separado en 2016, ligeramente más alto que la concentración media global en 2016.

### Aumento del nivel del mar
El aumento del nivel del mar era 3.4mm/año de 1980 a 2019 comparado a la media global de 3.2mm/año.
La Primera Valoración Nacional de China del Cambio Climático Global, liberado en los 2000 por el Ministerio de Ciencia y Tecnología (MOST), declara que China ya sufre los impactos medioambientales del cambio climático: aumento de la superficie y temperatura del océano, aumento del nivel del mar. Las Temperaturas en el Tibetan la altiplanicie de China están aumentando cuatro veces más rápido que en cualquier otro lugar (dato de 2011). El aumento del nivel de mar es una tendencia alarmante  porque China tiene una larga y densamente poblada línea costera, con algunas de las más económicamente desarrolladas ciudades como Shanghái, Tianjin, y Guangzhou situadas allí. La búsqueda china ha estimado que un aumento de un metro en el nivel de mar inundaría 92,000 kilómetros cuadrados de la costa de China, así desplazando 67 millones de personas.  
El cambio climático causó un aumento en el nivel de mar, amenazando perjudicar las funciones de los puertos.   
El aumento de los niveles del mar afectan la tierra costera de China.  Ciudades a lo largo de la costa como Shanghái, a 3–5 metros encima nivel de mar deja 18 millones de residentes vulnerables.  Los niveles de mar en Victoria Harbor en Hong Kong ya ha aumentado .12 metros en los últimos 50 años.

### Ecosistemas
El cambio climático aumenta los límites del cinturón forestal y la frecuencia de plagas y enfermedades, disminuye las áreas de tierra congelada y amenaza con disminuir las áreas glaciares en el noroeste de China. La vulnerabilidad de los ecosistemas puede aumentar debido al futuro cambio de clima.   

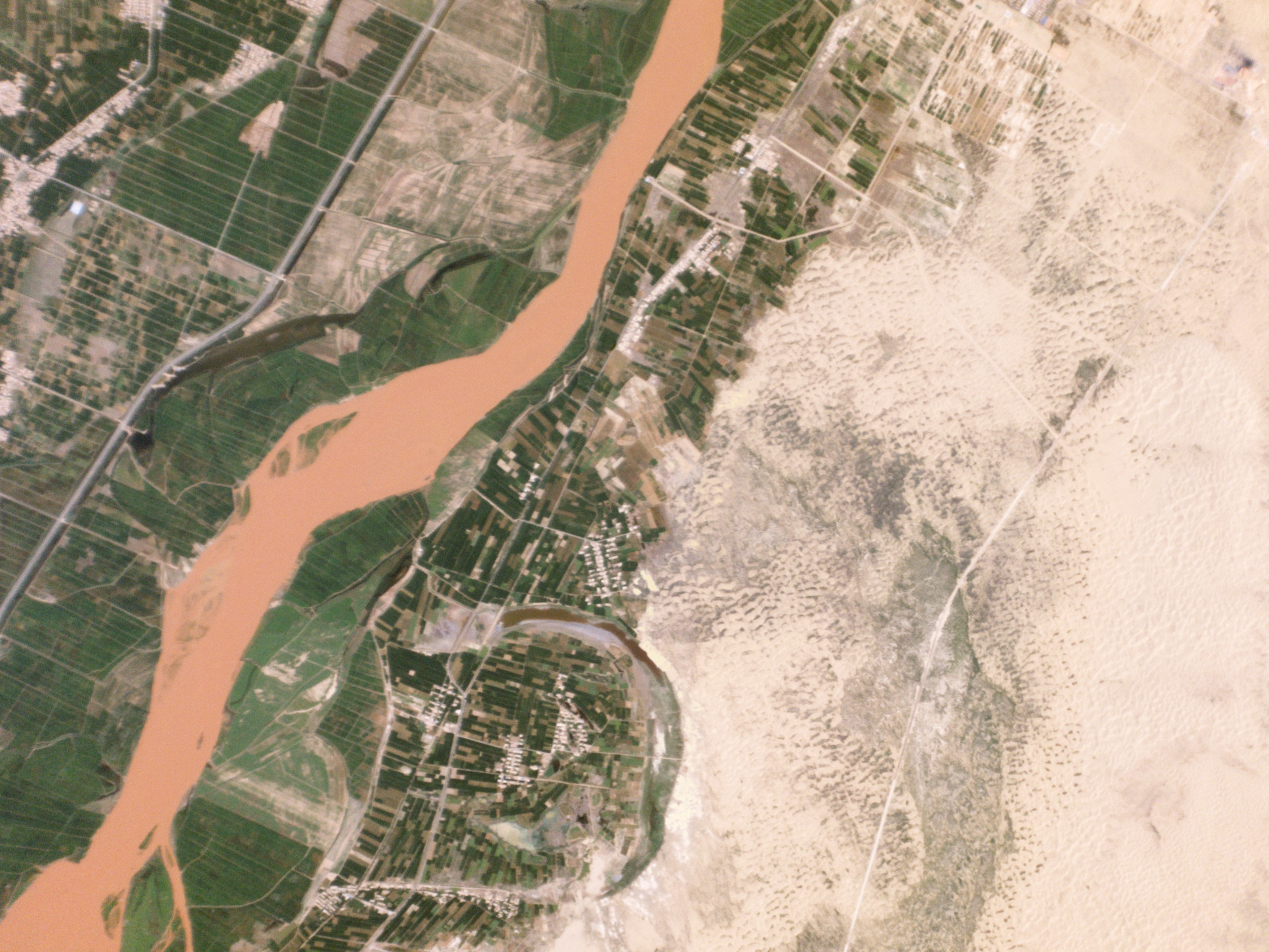
Proyecto de Control de la desertificación, Ningxia China

China es casa de 17,300 especies de plantas y animales: 667 vertebrados, fauna y flora antiguas. Debido al aumento de las temperaturas globales, dentro del próximo siglo de 20-30% de las especies se extinguirán.
Más de un cuarto de China está cubierto por desierto, el cual está creciendo debido a la desertificación.  La desertificación en China destruye tierras de cultivo, biodiversidad, y exacerba la pobreza.

### Recursos de agua
El cambio de clima disminuye los recursos de agua totales en China Del norte mientras aumenta los recursos de agua totales en China Del sur. Había más inundaciones, sequías, y acontecimientos de clima extremo. Puede haber un gran impacto en la distribución espacial y temporal en los recursos de agua de China, aumentando acontecimientos de clima extremo y desastres naturales.
El glaciar que se derrite en la Región Del norte de China causa inundaciones en las partes alta del Río Yangtze.  Esto arruina suelo y tierra cultivable.  El glaciar fundiéndose causa que partes más bajas del Río Yangtze tengan menores volúmenes de agua, también interrumpiendo la agricultura.
Además, el cambio climático empeorará la distribución desigual de recursos de agua en China. Los aumentos excepcionales en la temperatura exacerbarían evapotranspiración, intensificando el riesgo de escasez de agua para producción agrícola en el norte. A pesar de que la región del sur de China tiene una abundancia de lluvia, la mayoría de su agua se pierde debido a las inundaciones. A medida que el gobierno chino enfrenta desafíos para administrar su población en expansión, una mayor demanda de agua para apoyar la actividad económica de la nación y la gente será una carga para el gobierno. En esencia, una escasez de agua es de hecho una preocupación grande para el país.  

La sobrepesca y el aumento de temperaturas del océano están matando los arrecifes de coral en el Mar de Porcelana Del sur.  Esto disminuye la biodiversidad, y afecta negativamente la economía de mercado del pez en China.

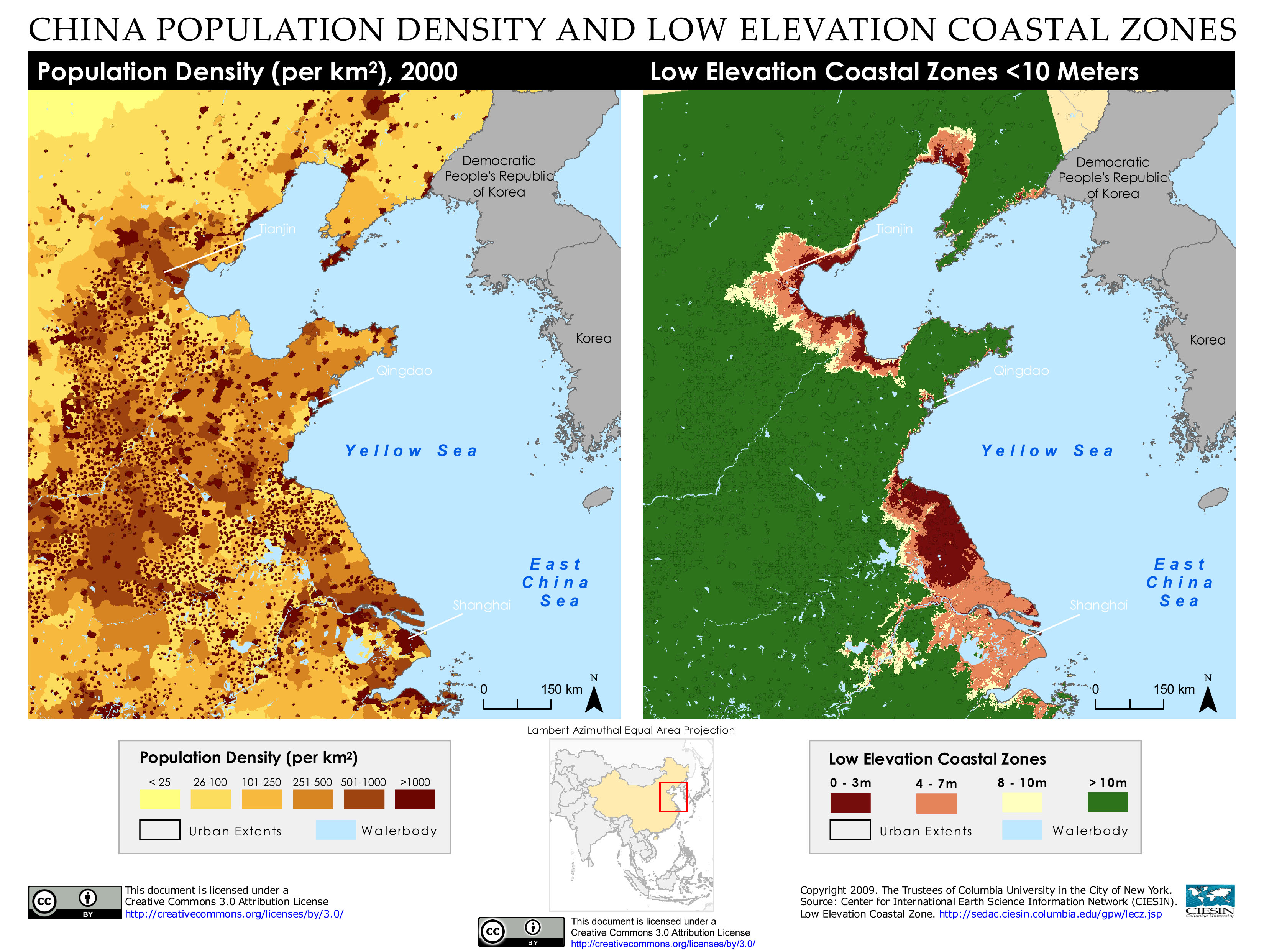
Mar amarillo
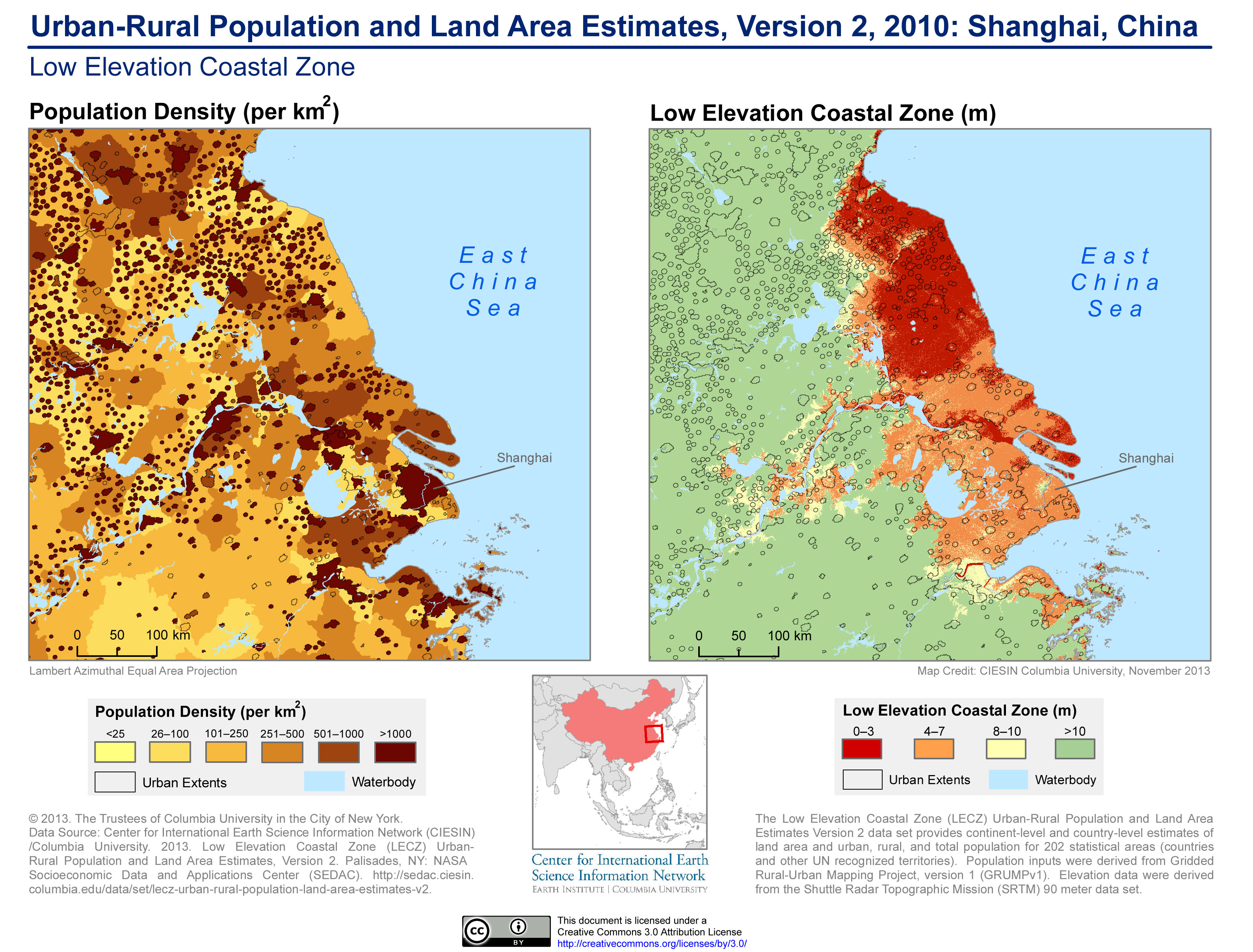
Shanghai
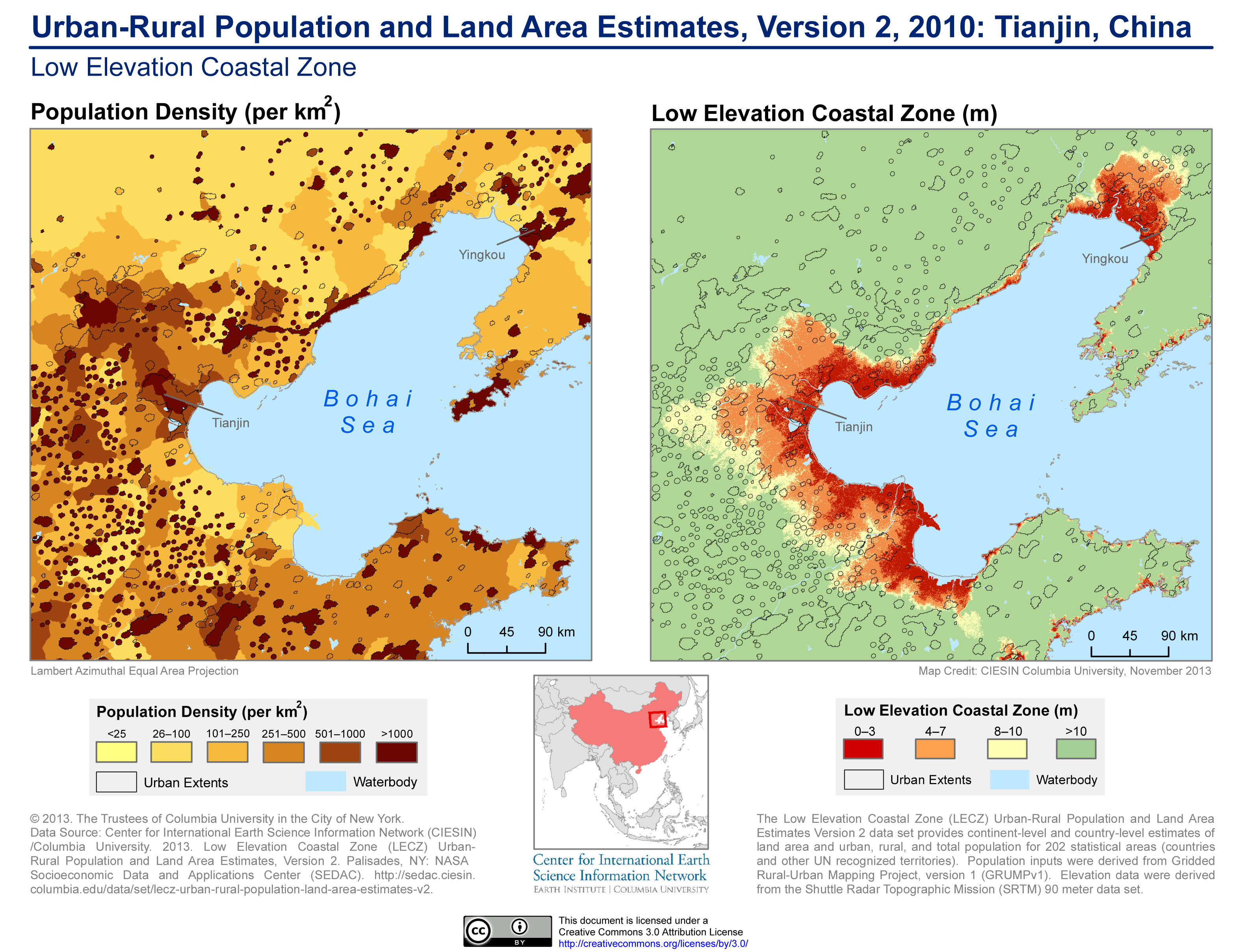
Tianjin Y Yingkou

## Impactos en población

### Impactos de salud
Finalmente, el cambio climático podría poner en peligro la salud humana por el aumento de enfermedades y su transmisión. Después de las inundaciones, por ejemplo, las enfermedades contagiosas como diarrea y cólera son mucho más frecuentes. Estos efectos exacerbarían la degradación de las áreas ecológicamente frágiles en las cuales las comunidades pobres están concentradas empujando a miles a volver a la pobreza.  
Algunas regiones en China serán expuestas a un 50 por ciento más alto de probabilidad de transmisión de malaria (Béguin et al., 2011). [La   

### Impactos económicos

#### Agricultura
Los efectos negativos en la agricultura de China causados por el cambio climático han aparecido. Ha habido un aumento en la inestabilidad de la producción agrícola, daños severos causados por sequía y altas temperatura, y calidad y producción más bajas en la pradera. En un futuro próximo, el cambio climático puede causar influencias negativas, causando una reducción de producción en trigo, arroz, y maíz, y cambiar la distribución agrícola de producción. China también está tratando con problemas agrícolas debida a demandas globales de productos como sojas. Esta demanda global está causando un par de efectos que se extienden a través de los océanos lo que a su vez está afectando a otros países. Factor medioambiental#Conductores Socioeconómicos

#### Industria de la pesca
Debido a la sobrepesca, contaminación, el aumento de la temperatura global, y el cambio en el pH de los océanos del mundo, el Mar del sur de China está sufriendo una carencia en biodiversidad en la vida marina. Históricamente, China era la    productora de pesca y acuicultura de captura más importante del mundo, haciendo el mercado de pescado una parte significativa de la economía de China. Debido a los impactos medioambientales, los arrecifes de coral en el Mar del sur de China agonizan, decreciendo la cantidad de vida marina en el Mar del sur de China. Las pesquerías no pueden capturar la cantidad de pescado que una vez se llevó al mercado de pescado, haciendo que esta parte de la economía padezca. La cantidad de pesca en China es insostenible, y por lo tanto está declinando. La industria de pesca da una cantidad significativa de trabajos, exportaciones, y consumo doméstico, el cual desaparecerá si la industria de la pesca colapsa.

## Mitigación y adaptación

### Aproximaciones a la mitigación

#### Energía no renovable
Asegurar el suministro de energía adecuado para sostener el crecimiento económico ha sido una preocupación central para el gobierno de China desde 1949. El país es el mayor emisor de gases de efecto invernadero en el mundo, y el carbón en China es una de las causas principales del calentamiento global. Sin embargo, del 2010 al 2015 China redujo su consumo de energía por unidad del PIB en un 18% y las emisiones de CO2 por unidad del PIB en un 20%. En una base per-cápita, fue el número 51 mayor emisor de gases de efecto invernadero en 2016.
China es el país líder en el mundo en producción eléctrica de energías renovables, con más del doble de generación que el segundo lugar, Estados Unidos. Para el final del 2019, el país tenía una capacidad total de 790 GW de energía renovable, principalmente de energía hidroeléctrica, solar y eólica. 

Para el final de 2019, la capacidad hidroeléctrica llegó a 356 GW. La capacidad de instalaciones de energía solar de China llegó a 252 GW y la capacidad de la energía eólica era de 282 GW.
El sector de energía renovable de China esta creciendo más rápido que la capacidad de los combustibles fósiles y la energía nuclear. China se ha comprometido a alcanzar la neutralidad de carbono para antes del 2060 y el pico de emisiones para antes del 2030. Para el 2030, China apunta a bajar las emisiones de dióxido de carbono por unidad del PIB por más del 65 por ciento de los niveles de 2005, aumentar la proporción de energía no fósil en el uso de la energía primaria alrededor de un 25 por ciento, y traer la capacidad instalada total de electricidad eólica y solar a más de 1200GW. 
Internamente en las provincias de China,  hay varios proyectos apuntando a solucionar la reducción de emisiones y el ahorro de energía, es un paso grande  en la lucha contra el cambio climático. Beijing está desarrollando reemplazar bombillas tradicionales por bombillas que ahorran energía. Provincias como Rizhao y Dezhou están promoviendo la energía solar en el sistema de calefacción de los edificios. Además, la universidad de Tsinghua lanzó un avance en desarrollo de la ciudad con bajos niveles de carbono. La ciudad actualmente está trabajando con la universidad de Tsinghua para mejorar el entorno urbano introduciendo energía renovable a industrias y casas.

### Aproximaciones a la adaptación

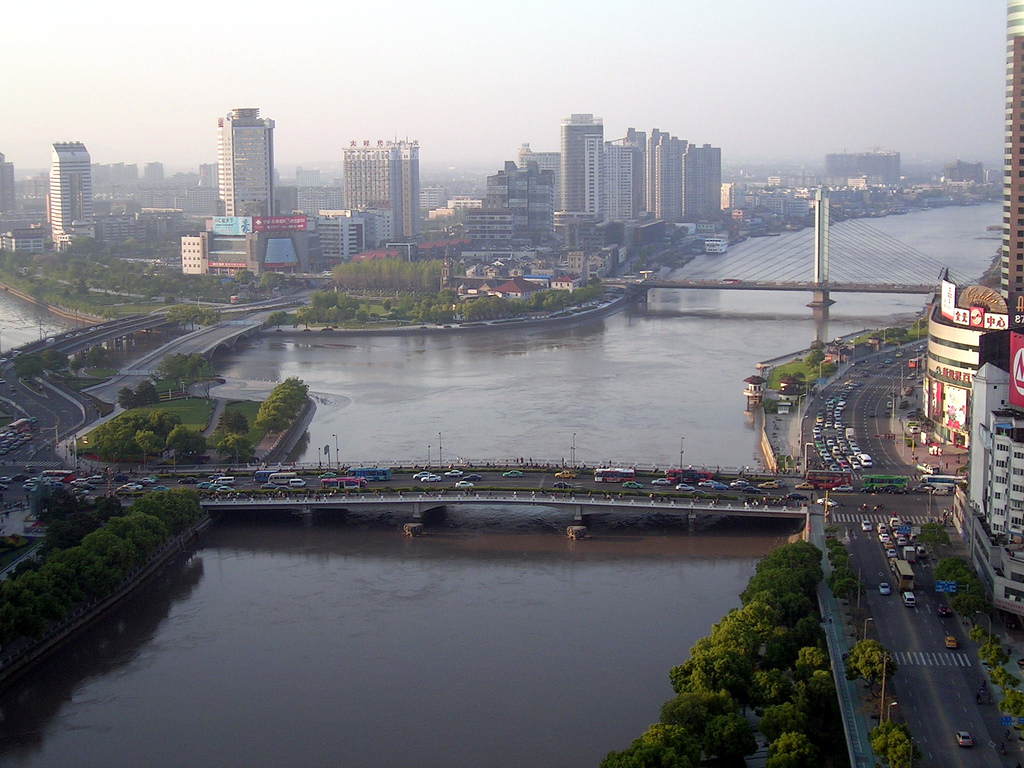
Pictured Aquí es la conversión de tres ríos grandes en Ningbo, China. El país está tomando medidas sustanciales para combatir el centellear las inundaciones pronosticaron para intensificar en el futuro.

China ha experimentado un aumento de siete veces en la frecuencia de inundaciones desde los 1950s, aumentando cada década. La frecuencia de lluvia extrema ha aumentado y está pronosticado que continue aumentando en las partes occidentales y  en el sur de China. El país actualmente está realizando esfuerzos para reducir la amenaza de estas inundaciones (las cuáles tienen el efecto potencial de destruir completamente comunidades vulnerables), en gran parte centrándose en mejorar la infraestructura responsable de monitorear y mantener los niveles de agua adecuada. Habiendo dicho esto, el país está promoviendo la extensión de tecnologías para asignación del agua y mecanismos que ahorren agua. En el Programa Nacional de Políticas de Cambio Climático del país, uno de los objetivos específicamente establecidos es para mejorar la capacidad de soportar los impactos del cambio climático, así como levantar la concienciación pública del cambio climático. La política Nacional de Cambio Climático de China dice que integrará políticas de cambio climático a la estrategia de desarrollo nacional. En China, esta política nacional viene en la forma de sus "Planes de Cinco Años para el Desarrollo Económico y Social". Los Planes de Cinco Años de China sirven como los mapas de carretera estratégicos para el desarrollo del país. Los objetivos detallados en los Planes de Cinco Años son obligatorios ya que los oficiales de gobierno están responsabilizados de perseguir los objetivos.

### Políticas y legislación
El cambio climático no ha sido una prioridad en China hasta recientemente (alrededor del 2008), cuando este asunto fue traído a una plataforma más alta. Los asuntos estatales chinos operan como un gobierno central, no una federación. Por ejemplo, los gobiernos centrales hacen las decisiones y los gobiernos locales las cumplen. Como resultado, los gobiernos locales reciben restricciones y están medidos por su rendimiento desde la federación. Solucionar los problemas medioambientales cómo el cambio climático requiere inversiones de largo plazo en dinero, recursos, y tiempo. Se cree que estos esfuerzos serán perjudiciales para el crecimiento económico, el cual es de particular importancia para la promoción de los ejecutivos del gobierno local. Esto es por lo que los gobiernos locales  no tienen ningún compromiso para abordar este problema.
En la primera presentación de NDC de China, las áreas claves estuvieron identificadas por adaptación al cambio climático, incluyendo agricultura, recursos de agua, y áreas vulnerables. También menciona que una estrategia de adaptación tendría que ser implementada a través de estrategias regionales. Las inundaciones en las ciudades está siendo abordadas recolectando y reciclando el agua de la lluvia. En 2013, China emitió su Estrategia Nacional para Adaptación del Cambio Climático y estableció objetivos de reducir la vulnerabilidad, fortalecer el monitoreo, y sensibilización del público. Esfuerzos en la implementación se han puesto en adaptar la silvicultura, gestión meteorológica, infraestructura, y planificación de riesgo.
El desarrollo de la tecnología y la economía en China comparten una mayor responsabilidad en la lucha contra el cambio climático. Después de enfrentar el problema de smog de 2011, el gobierno de China lanzó una estrategia extensa, la cual es para mejorar la calidad de aire por medio de reducir el crecimiento de consumo de carbón. No obstante, la guerra de comercio que involucró a China como uno de los participantes principales ha resultado en la pérdida de control de industrias contaminantes, especialmente en el acero y cemento durante 2018. Afortunadamente, casi 70 multinacionales y las marcas locales implementaron el monitoreo de datos por El Instituto de Asuntos Públicos y Medioambientales (IPE) en China, estimulando casi 8000 proveedores que acercándose a las violaciones regulativas.

#### Acuerdo de París
El acuerdo de París es un acuerdo legal internacional; su objetivo principal es limitar el calentamiento global a menos de 1.5 grados Celsius, comparados a pre-niveles industriales. La Contribución Determinada a Nivel Nacional (NDC`s) son los planes para luchar contra el cambio climático adaptado para cada país, el cual perfila objetivos concretos para en los próximos cinco años ayudar a mitigar los efectos de cambio climático.  Todas las partes del acuerdo tiene objetivos diferentes basados en sus propios registros de clima históricos  y circunstancias de países y todos los objetivos para cada país están declarados en su NDC.
China es actualmente una miembro de la Convención de Marco de las Naciones Unidas sobre el Cambio Climático, el Acuerdo de París. Como parte de este acuerdo ha aceptado las Contribuciones Determinadas a Nivel Nacional (NDC) de 2016.

##### Metas determinadas a nivel nacional basadas en las NDC
Algunos objetivos para todos los  miembros del acuerdo de París:
- Clima neutral hasta 2050
- Limitar el calentamiento global por abajo de 2 °C y persiguiendo esfuerzos para limitarlo a 1.5 °C
- Reducción en emisiones y de gases de efecto invernadero (GHG).
- Aumentar la adaptabilidad a los efectos nocivos del cambio climático.
- Ajustar los flujos financieros para que puedan ser combinados con reducir GHG emisiones

El objetivo de NDC respecto a China en contra del cambio climático y las emisiones de efecto invernadero bajo el acuerdo de París es el siguiente:
- El pico de las emisiones del dióxido de carbono alrededor del 2030.
- 60% a 65% reducción de emisiones de Dióxido de carbono por cada unidad de producto doméstico bruto (PIB), comparando con 2005.
- Aumentar el volumen de existencias forestales en alrededor de 4,500 millones de metros cúbicos con respecto al nivel de 2005.

##### Estrategia para conseguir NDCs
En el NDC de China ahí una lista de cosas que han sido logradas para 2014.
- Enfoque proactivo al cambio climático (por ejemplo, mejorar los mecanismos para defender de manera efectiva áreas clave).

##### Progreso
Rastreador de acción climática,(GATO), es un análisis independiente científico que monitorea las acciones climáticas del gobierno y las compara con el acuerdo de París. El rastreador de acción climática encontró las acciones de China como "Altamente insuficientes".
El 22 de septiembre de 2020, el dirigente chino Xi Jinping declaró: "China aumentará sus contribuciones nacionales determinadas,  políticas más potentes y medidas, esfuerzos por alcanzar el pico de emisiones de dióxido de carbono para 2030, y esfuerzos por conseguir la neutralidad de carbono para 2060."

### Esquema nacional de comercio de carbono
El esquema nacional chino de comercio de carbono es un sistema de tope y comercio para las emisiones de efecto invernadero de China, que será implementado en los 2020s. Este esquema de comercio de emisiones (ETS) crea un mercado del carbono donde los emisores pueden comprar y vender créditos de emisiones. Desde este esquema, China puede limitar emisiones, pero permitir la libertad económica para lo emisores de reducir las emisiones o adquirir permisos de otros emisores. China es actualmente el mayor emisor de gases invernaderos (GHG) y varias grandes ciudades de China tienen contaminación aérea severa. Si se implementa completamente, China sería el más grande mercado de comercio de carbono. El esquema planea en algún momento limitar las emisiones de las 6 empresas chinas que más dióxido de carbono emiten, incluyendo plantas eléctricas de carbono. China pudo ganar experiencia en la redacción e implementación de un plan ETS de las Convención Marco de las Naciones Unidas sobre el Cambio Climático (UNFCCC), en el cual China era parte del Mecanismo de Desarrollo Limpio (CDM). Desde esta experiencia de los mercados de carbono, y largas discusiones con el siguiente mercado de carbono más grande, la Unión Europea, así como el análisis  de mercados piloto a escala pequeña en grandes ciudades y provincias de China, el ETS nacional de China será el más grande de su tipo y ayudará a China a conseguir su INDC del Tratado de París.

### Cooperación internacional
Las actitudes del gobierno chino sobre el cambio climático, específicamente respecto a la función de China en acciones contra el cambio climático, ha cambiado notablemente en años recientes. Históricamente, el cambio climático era en gran parte visto como problema que había sido creado por y tendría que ser solucionado por países industrializados; en 2015, China dijo que apoya el principio de "responsabilidades comunes pero diferenciadas" , el cual sostiene que ya que China todavía está en desarrollo, sus capacidades y habilidades de reducir las emisiones son comparativamente más bajas que países desarrollados'.
En 2018, el gobierno instó a países para continuar apoyando el acuerdo de París, incluso tras la retirada de Estados Unidos en 2017.
El 22 de septiembre de 2020, dirigente chino Xi Jinping anunció en la Asamblea General de las Naciones Unidas en Nueva York que su país acabará su contribución al calentamiento global y conseguirá la neutralidad de carbono para 2060 por adoptar “políticas y medidas más enérgicas.”
Ambos internacionalmente y dentro de la república de las Personas de China,  ha habido un debate actual encima las responsabilidades económicas de China para atenuación de cambio del clima. El argumento ha sido hecho que China tiene una función crucial para jugar en mantener calentamiento global debajo 2 °C, y que esto no puede ser cumplido a no ser que uso de carbón, el cual cuentas para la mayoría de las emisiones de China, cae bruscamente.
La República Popular de China es un participante activo  en las conversaciones sobre cambio climático y otras iniciativas ambientales multilaterales, y afirma tomar los retos medioambientales seriamente pero está empujando para el mundo desarrollado ayude a los países en desarrollo en mayor medida.
Aun así la Iniciativa de la Franja y la Ruta está construyendo centrales eléctricas de carbón (por ejemplo la central eléctrica Emba Hunutlu  en Turquía) aumentando así las emisiones de gases de efecto invernadero de otros países.
China es una parte  de la Convención de Marco de las Naciones Unidas sobre el Cambio Climático, Alianza BÁSICA.  Esta alianza es un compromiso internacional para trabajar en equipo con Brasil, Sudáfrica, e India. Los objetivos y compromisos internacionales de BÁSICA son para tener cero emisiones de carbono antes de 2060, y para ayudar a lograr el objetivo global del UNFCCC de reducir las emisiones a 1.5% grados centígrados antes de los niveles preindustriales.

## Sociedad y cultura

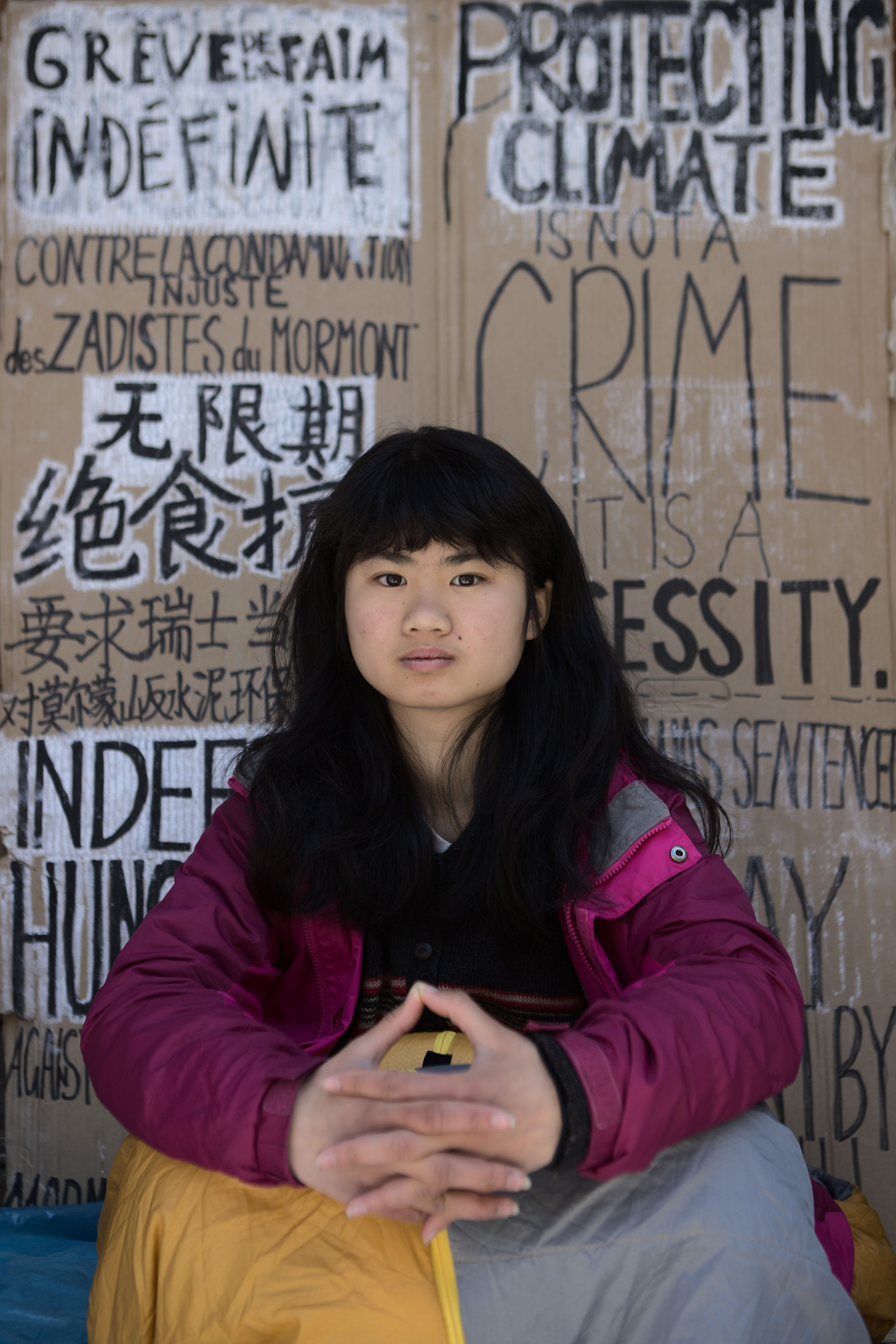
Howey Ou, un activista climático chino.

### Opinión pública
De acuerdo con un estudio de 2017 conducido por el programa de Comunicación de Cambio Climático de China, 94% de los entrevistados apoyaron el cumplimiento del acuerdo de París, 96.8% de los entrevistados apoyaron la cooperación internacional en el cambio climático, y más del 70% de los entrevistados estaban dispuestos a adquirir los productos respetuosos con el medio ambiente . 98.7% de los entrevistados apoyan la implementación de la educación en cambio climático en escuelas. Los encuestados estaban más preocupados sobre la contaminación atmosférica causada por el cambio climático. La investigación incluyó 4025 muestras.
La investigación mostró que los ciudadanos chinos coincidieron en que estaban experimentando el cambio climático y que era causado por actividades humanas.
Además, la mayoría de los ciudadanos chinos creen que las  acciones individuales sobre el cambio climático pueden ayudar, aunque el gobierno es todavía visto como la entidad más responsable para tratar el cambio climático. Si el gobierno acciona, políticas fiscales y de impuestos son vistas como potencialmente eficaces.

### Activismo
Cálculos en 2021 mostraron que para darle al mundo un 50% de posibilidades de evitar un aumento de temperatura de 2 grados o más China debería aumentar sus compromisos climáticos en un 7%.: Table 1  Para un 95% de posibilidad  tendría que aumentar sus compromisos un 24%. Para un 50%  de posibilidad de quedarse por debajo de 1.5 grados China tendría que aumentar sus compromisos un 41%.
Activistas como Howey Ou ha hecho huelgas escolares por el clima.